# Живот у сенци
Живот у сенци је књига аутора Љубомира Стојића из 2018. објављена у издању М. Стојановића из Београда. Књигу је за штампу приредио Милојко Стојановић у сарадњи са Љубишом Ставрићем.

## О књизи
Књига Живот у сенци бави се темама као што су: проституција, лезбијство, хомосексуализам, свингерство, ЛГБТ-популација, бисексуалци, трансродни, наркомани, разни чудаци – индивидуалисти – разни облици сексуалности.
Књига садржи предговор аутора Милојка Стојановића под насловом: О истраживању Љубомира Стојића под насловом „Живот у сенци” објављиваном у двонедељнику „Дуга” током 1985—1989.